# Jamel Aattache
 (septembre 2014).
Jamel Aattache (né le 5 novembre 1974 à Rotterdam, aux Pays-Bas) est un réalisateur, producteur et scénariste néerlandais.

## Biographie
Jamel Aattache est issu d'une famille d'origine marocaine.

## Filmographie

### Comme réalisateur
- 2001 : The Good, the Bad & the Innocent
- 2002 : Déjà Vu (court métrage)
- 2003 : So Be It (vidéo)
- 2004 : Fighting Fish
- 2004 : Buren
- 2004 : Zoop (série TV)
- 2011: Ontwaking (court métrage)
- 2018: Zwaar verliefd!
- 2019: Whitestar
- 2020: Casanova's
- 2022: Ik wist het

### Comme producteur
- 2001 : The Good, the Bad & the Innocent
- 2002 : Déjà Vu (court métrage)
- 2003 : So Be It (vidéo)
- 2004 : Fighting Fish
- 2004 : Buren

### Comme scénariste
- 2004 : Fighting Fish
- 2004 : Buren